# Розбійник

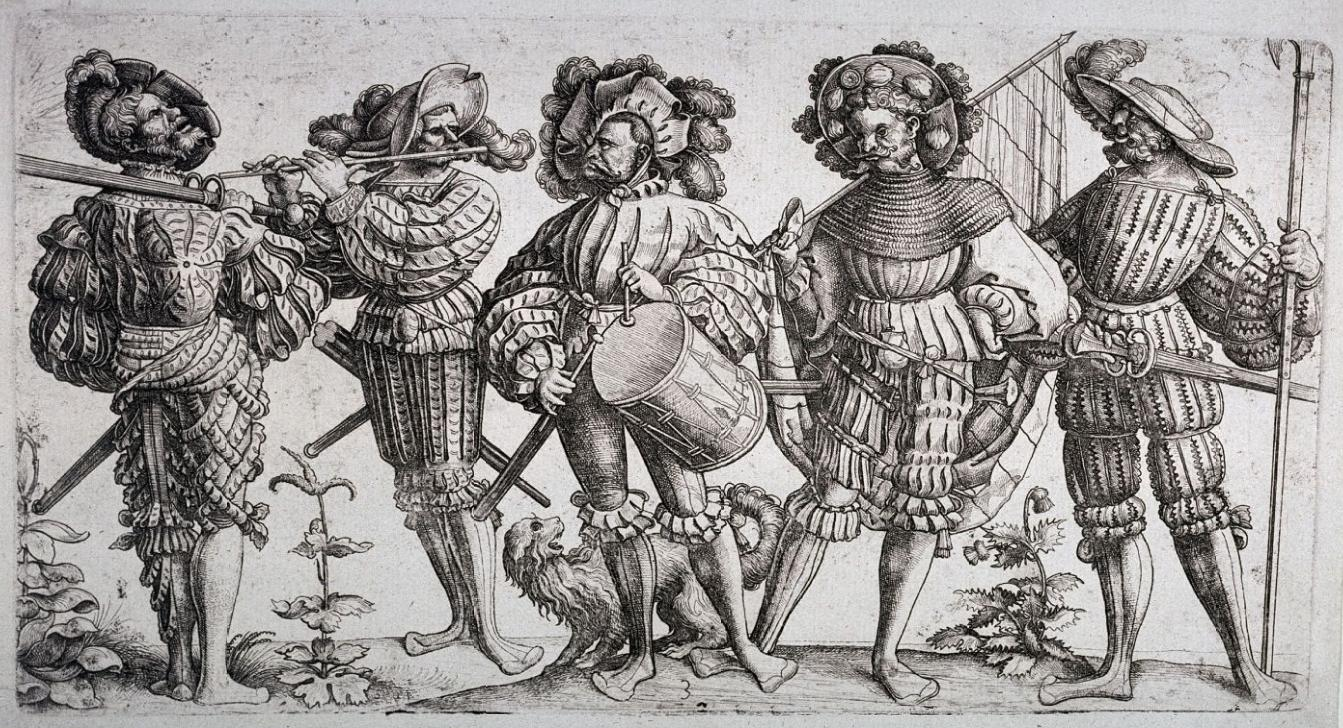
Банда найманців XVI ст. На війні, як правило, мародерствувала, в мирний час промишляла розбоєм

Розбі́йник — як правило, злодій, злочинець, людина, яка чинить розбій, тобто грабіжник і вбивця, харциза.
Разом з тим у літературі і народних переказах поширений образ людини, яка у безвихідній ситуації пішла на порушення порядку і закону, пішла проти влади і гноблення з метою боротьби за справедливість, помсти або допомоги нужденним. Це такі історичні чи літературні персонажі як Робін Гуд, Устим Кармелюк.

## Приклади різного смислового навантаження слова
- Розбійником називають того, хто займається грабіжництвом. У цьому значенні — лайливе слово.
- У відношенні до дітей — той, хто любить пустувати, бешкетувати (пустун, бешкетник).

## Відомі розбійники
- Кармелюк
- Робін Гуд
- Фудзівара но Сумітомо
- Сініс
- Картуш (особа)